# العلاقات الباهاماسية الكازاخستانية
العلاقات الباهاماسية الكازاخستانية هي العلاقات الثنائية التي تجمع بين باهاماس وكازاخستان.

## مقارنة بين البلدين
هذه مقارنة عامة ومرجعية للدولتين:
| وجه المقارنة                                              | باهاماس      | كازاخستان                      |
| --------------------------------------------------------- | ------------ | ------------------------------ |
| المساحة (كم2)                                             | 13.88 ألف    | 2.72 مليون                     |
| عدد السكان (نسمة)                                         | 395.36 ألف   | 17.95 مليون                    |
| الكثافة السكانية (ن./كم²)                                 | 28.48        | 6.6                            |
| العاصمة                                                   | ناساو        | نور سلطان                      |
| اللغة الرسمية                                             | لغة إنجليزية | اللغة القازاقية، اللغة الروسية |
| العملة                                                    | دولار بهامي  | تينغ كازاخستاني                |
| الناتج المحلي الإجمالي (بليون دولار)                      | 12.16 مليار  | 159.41 مليار                   |
| الناتج المحلي الإجمالي (تعادل القوة الشرائية) بليون دولار | 8.92 مليار   | 439.39 مليار                   |
| الناتج المحلي الإجمالي الاسمي للفرد دولار أمريكي          | 22.82 ألف    | 10.51 ألف                      |
| الناتج المحلي الإجمالي للفرد دولار أمريكي                 |              | 24.23 ألف                      |
| مؤشر التنمية البشرية                                      | 0.790        | 0.788                          |
| رمز المكالمات الدولي                                      | +1242        | +7                             |
| رمز الإنترنت                                              | .bs          | .kz، .қаз ‏                     |
| المنطقة الزمنية                                           | 00           | ت ع م+05:00، ت ع م+06:00       |

## منظمات دولية مشتركة
يشترك البلدان في عضوية مجموعة من المنظمات الدولية، منها:
| علم المنظمة | اسم المنظمة                               | تاريخ انضمام باهاماس | تاريخ انضمام كازاخستان |
| ----------- | ----------------------------------------- | -------------------- | ---------------------- |
|             | الاتحاد البريدي العالمي                   | ?                    | ?                      |
|             | يونسكو                                    | 23 أبريل 1981        | 22 مايو 1992           |
|             | البنك الدولي للإنشاء والتعمير             | 21 أغسطس 1973        | 23 يوليو 1992          |
|             | وكالة ضمان الاستثمار متعدد الأطراف        | 4 أكتوبر 1994        | 12 أغسطس 1993          |
|             | الاتحاد الدولي للاتصالات                  | 19 أغسطس 1974        | 23 فبراير 1993         |
|             | منظمة الشرطة الجنائية الدولية             | ?                    | ?                      |
|             | مؤسسة التمويل الدولية                     | 8 ديسمبر 1986        | 30 سبتمبر 1993         |
|             | الأمم المتحدة                             | 18 سبتمبر 1973       | 2 مارس 1992            |
|             | مؤسسة التنمية الدولية                     | 23 يونيو 2008        | 23 يوليو 1992          |
|             | الفريق المعني برصد الأرض                  | ?                    | ?                      |
|             | منظمة حظر الأسلحة الكيميائية              | ?                    | ?                      |
|             | المركز الدولي لتسوية المنازعات الاستشارية | 18 نوفمبر 1995       | 21 أكتوبر 2000         |

## وصلات خارجية
- موقع وزارة الخارجية الكازاخستانية